# Bree Olson
Bree Olson, přechýleně někdy Bree Olsonová (* 7. října 1986, Houston, Texas), vlastním jménem Rachel Maria Oberlin je americká herečka, modelka a bývalá pornoherečka ukrajinského původu.

## Životopis
Narodila se v Texasu a dětství prožila v Indianě. Pracovala na kukuřičné plantáži a v restauraci, krátce studovala medicínu, až se v roce 2006 zapojila do pornoprůmyslu. V březnu 2008 byla vyhlášena Dívkou měsíce časopisu Penthouse, objevila se na obálce časopisů Hustler a Playboy, obdržela tři ocenění AVN Awards. Do léta 2011 natočila přes 200 filmů.
Pozornost médií vzbudila v březnu 2011, kdy krátce žila ve skupinovém manželství s Charliem Sheenem a modelkou Natalií Kenlyovou.
Prohlašuje o sobě, že je veganka  a ateistka.